# Eva & Adam
Eva & Adam är en serie skapad 1990 av de svenska serieskaparna Johan Unenge och Måns Gahrton. Serien utspelar sig i ett samtida Sverige, i  skolmiljö och huvudpersonernas namn kommer från Gamla Testamentet, där det berättas om Adam och Eva. Serien Eva & Adam publicerades i Kamratposten åren 1991-2003. Första seriealbumet utkom 1993.

## Seriealbum
- Eva & Adam (1993)
- Kyssar och svartsjuka (1994)
- Kramsnö och julkyssar (1995)
- Den andra killen (1996)
- Balla gänget (1997)
- Adam ska flytta (1998)
- Sommarlov (1999)
- Fotboll,bugg och snedteg (2000)
- Tjejsnack och killkris (2001)
- Sällskapsresa i fel sällskap (2002)
- Jag vill vara din (2003)

## Böckerna
Böckerna om Eva & Adam har översatts till sex olika språk.
- Eva & Adam: En historia om plugget, kompisar och kärlek (1995)
- Eva & Adam: Att vara eller inte vara – ihop (1996)
- Eva & Adam: Bästa ovänner (1997)
- Eva & Adam: Fusk och farligheter (1998)
- Eva & Adam: Jul jul pinsamma jul (1999)
- Eva & Adam: Sista pyjamaspartyt (2000)
- Eva & Adam: En midsommarnattsmardröm (2001)
- Eva & Adam: Inte som en dans (2002)
- Eva & Adam: Prins eller vanlig groda (2003)
- Eva & Adam: Solen skiner - sura miner (2004)
- Eva & Adam: Rätt tjej och fel kille (2005)
- Eva & Adam: Lyckliga idioter (2007)
- Eva & Adam: Första ögonkastet (2008)

### Fotnoter
1. ↑  Seriesamlarna, hämtdatum: 8 augusti 2014